# Chiesa di San Pancrazio (Campodenno)
La chiesa di San Pancrazio è una chiesa sussidiaria a Campodenno in Trentino, luogo di culto dell'eremo di San Pancrazio. Fa parte della zona pastorale delle Valli del Noce e risale probabilmente al XIV secolo.

## Storia

### Ritrovamenti archeologici
Il colle sopra il paese di Campodenno veniva chiamato Doss del Dronech (o Droneg) e secondo lo storico Desiderio Reich, viste le rovine in pietra e la posizione del luogo, in età preistorica sorgeva un castelliere, ovvero un insediamento fortificato, detto Castellaccio (in dialetto Ciastelaz).

### La chiesa
La collina sopra Campodenno è citata nell'investitura del 1363 a Gislimberto di Denno, nella quale è detta "dossum fori S. Pangratii de Enno", feudo dei signori de Enno, poi riconfermato nel 1389. È probabile quindi che il colle abbia preso questo nome dalla chiesetta dedicata al santo martire, ucciso durante la persecuzione dei cristiani sotto l'impero di Diocleziano agli inizi del IV secolo. La chiesa doveva già esistere dunque prima del 1361. La spianata nei pressi dell'eremo è detta Ciamp del Marcià, campo del mercato, poiché fin dall'età medievale nel giorno di San Pancrazio (12 maggio) si svolgeva un mercato piuttosto importante fino alla fine del XVIII secolo. Il luogo era più facilmente accessibile di quanto appaia oggi, infatti da qui passava la strada che da Andalo conduceva al Contà.
Fino all'inizio del XVI secolo il colle rimase feudo dei de Enno, poi passò ai Campi e nel 1629 ai de Oliva, per eredità matrimoniale. Un documento del 1666 riporta la concessione da parte di Alessandro de Oliva di poter abitare nell'eremo a Giovanni Paolo Robustelli, un eremita proveniente dalla Valtellina. Quella di Robustelli è la prima presenza certa all'eremo, che dunque doveva essere già frequentato almeno dai primi anni del Seicento.
Negli Atti Visitali del 1695 è segnalata la presenza di due altari consacrati, quello maggiore dedicato a San Pancrazio, quello laterale sinistro al Crocifisso. Si ordinò di levare le statue, ormai deformate dalla vecchiaia, e di sistemare il tetto. Tuttavia nel 1708 la chiesa fu trovata nuovamente in pessime condizioni e così la famiglia de Oliva perse ogni diritto sull'edificio. La chiesa fu affidata allora al conte Francesco Khuen Belasi, che concesse l'eremo a Giovanni Battista Scalfi di Fondo. L'eremita però lasciò dopo poco tempo il romitaggio e si trasferì all'eremo di Santa Emerenziana. La chiesa tornò ai de Oliva, che però non provvidero ai restauri necessari, infatti nel 1742 i visitatori trovarono gli altari sconsacrati e spogli, la torre priva di campana e l'edificio destinato al crollo. Alessandro de Oliva scaricò la colpa sul conte Khuen-Belasi, questo portò a una grande controversia tra i due nobili. 
Nella visita del 1751 l'eremo risulta disabitato e la chiesa prossima alla rovina. Pochi anni dopo, nel 1758, i Khuen-Belasi venderono l'eremo a Gian Michele Zanoni, di Campodenno, per 493 fiorini. Tuttavia la situazione di abbandono e incuria proseguì, al punto che nel 1766 la chiesa fu sconsacrata, "tanto da sembrare più tosto una stalla che una chiesa".
Nel 1831 finalmente il nobile Alessandro de Oliva ne curò il restauro, a ricordo di questo atto in controfacciata era riportata l'iscrizione: "Haec perquam vetusta ecclesia dicata Sancto Pangratio a quinque ab hinc lustris ruinam passa, novata fuit pietate nob. Alexandri de Oliva anno 1831".
Dopo l'epidemia di colera del 1836 furono recuperate le due processioni che si tenevano fin dal Medioevo, del 12 maggio (san Pancrazio) e del 16 agosto (san Rocco), per ringraziare per l'evitato contagio.

### L'eremo
La prima presenza accertata è quella di Giovanni Paolo Robustelli, originario di Grosotto, in Valtellina, che dopo aver studiato a Innsbruck e a Graz decise di indossare l'"habito clericale", nonostante il parere contrario del padre notaio. Si stabilì a San Pancrazio nel 1666, dopo la sua morte l'eremo rimase senza custode per decenni, fino all'arrivo di Giovanni Battista Scalfi, voluto dai conti Khuen-Belasi. Dopo le brevi parentesi dell'eremita bolzanino Paolo Mayer (1742), di Tommaso Cattani, di Termon (1748) e infine del francescano Francesco Saverio di Dillingen an der Donau (1764), si insediò prima del 1782 Giuseppe Micheli, detto "della Val", di Flavon. 
Con un decreto del 1782 l'imperatore Giuseppe II abolì la pratica eremitica, tuttavia l'eremita risultava ancora presente nel 1784, tanto da costringere il curato di Campodenno, Francesco Campi, ad avvertire i superiori visto che il sacerdote riteneva che Giuseppe Micheli approfittasse del suo abito per ottenere cibo dalla gente e non si occupasse dell'eremo. Alla fine la situazione si risolse con l'intervento del parroco di Denno, nel 1785, in difesa del Micheli, che probabilmente trovò la morte qualche anno dopo proprio qui. Si tratta dell'ultimo eremita di San Pancrazio.

## Descrizione

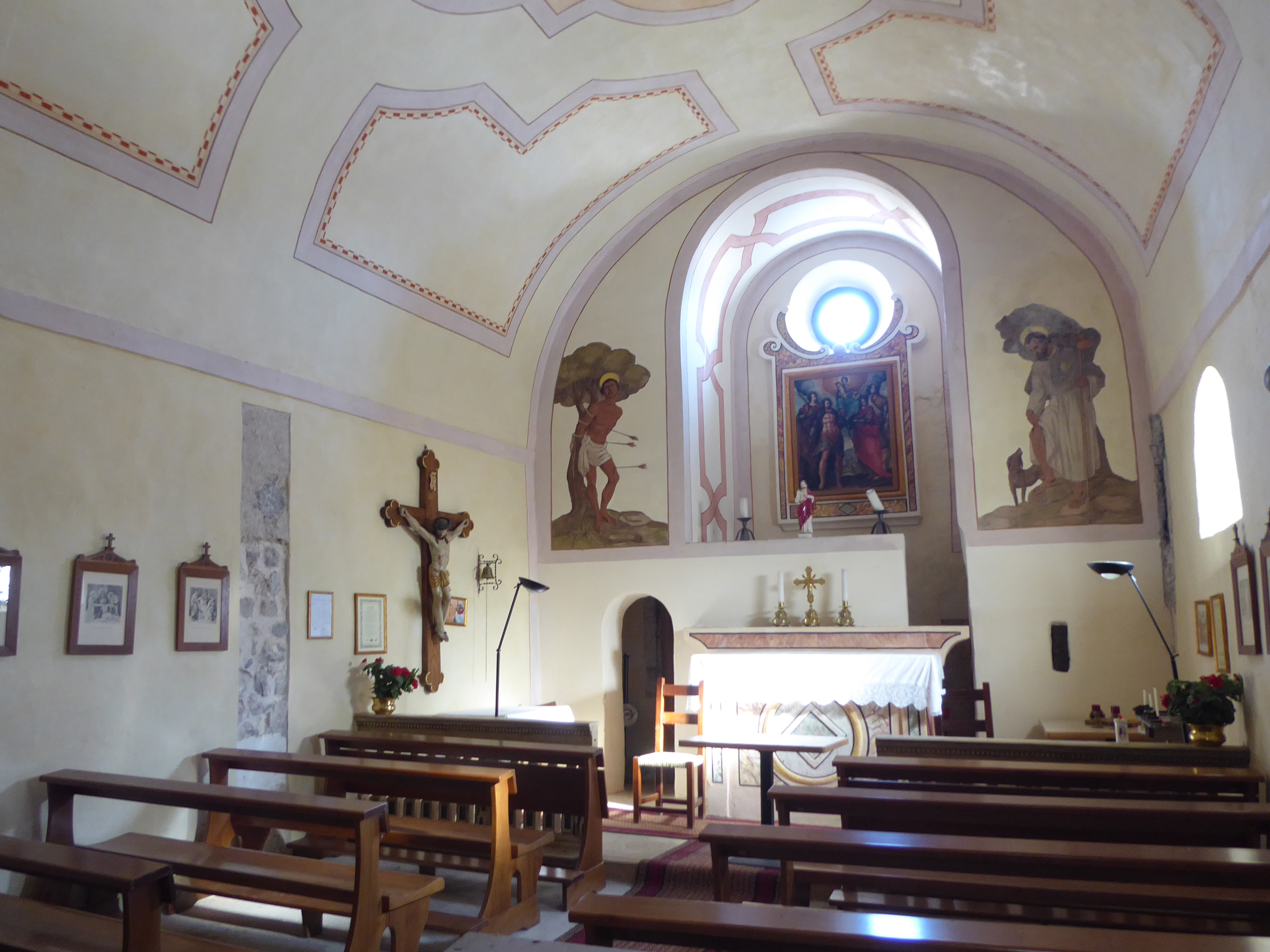
Interno

### Struttura
L’antica chiesetta è orientata ad est ed è affiancata dai ruderi dell’eremo. Si presenta con semplice facciata a capanna, caratterizzata dal portale archiacuto in pietra grigia, di tipo gotico, con una croce scolpita nell'arco e a destra una finestrella quadrata, ora protetta da un'inferriata. La nicchia centrale affrescata è protetta da un tettuccio a due falde.
Il fianco destro ha due finestre a lunetta, mentre quello sinistro ne è privo. Addossato all'abside si eleva il campanile, la cui cella campanaria ha quattro aperture rettangolari. Sopra, il tetto piramidale in pietra, concluso da globo e croce apicale.
L’interno è costituito da un'unica aula coperta da volta a botte, soltanto un gradino separa la navata dal presbiterio. La parete terminale presenta un oculo e un'apertura centinata, sulla sinistra, che permette di accedere alla zona dietro l'altare, utilizzata come sacrestia, oppure di raggiungere l’interno del campanile.
L'altare maggiore era dotato di una pala, risalente al 1629, della Vergine con Bambino e Santi Pancrazio, Nereo, Achilleo e Domitilla. L'opera, che presenta sullo sfondo una veduta del paese di Campodenno, è ora conservata nella casa di uno dei discendenti dei de Oliva, mentre nella chiesa attualmente è presente una copia.